# 犬丸川
犬丸川（いぬまるがわ）は、大分県北部を流れる二級水系の本流。

## 地理
八面山東麓（中津市；旧・三光村域）に発して西北西へ流れ、小袋川を合わせる森山で北東流に転じ、中津平野に出る。下流部で五十石川と合流し、今津で周防灘に注ぐ。

## 流域の自治体
- 大分県中津市

支流の五十石川は、上中流部で宇佐市を流れる。

## 主な支流
- 小袋川
- 五十石川

## 流域の観光地
- 八面山
- 道の駅なかつ